# Реге-Жан Пейдж
Реге-Жан Пейдж (англ. Regé-Jean Page, нар. 27 січня 1988) — англійський та зімбабвійський актор. Відомий тим, що зіграв Курячого Джорджа в мінісеріалі «Коріння» 2016 року, а з 2018 по 2019 рік був регулярним учасником акторської складової юридичної драми ABC For the People Станом на 2020 рік Пейдж зіграв у драмі періоду Netflix Бріджертони у ролі Саймона Бассета, герцога Гастінгса.

## Ранні роки життя та освіта
Пейдж народився в Лондоні і провів своє дитинство в Хараре, Зімбабве, перш ніж повернутися до Лондона до середньої школи. Його мати була медсестрою із Зімбабве, а батько — англійським проповідником. В 2016 році в інтерв'ю «Interview Magazine» Пейдж розповів, що він другий наймолодший із чотирьох дітей, і він також був у групі зі своїм молодшим братом. У тому ж інтерв'ю Пейдж розповів про своє домашнє життя в дитинстві: «Але протягом цього періоду моя сім'я була досить розпорошеною — у мене є сім'я в Південній Африці, Австралії, Швеції, Гренаді, Флориді». Говорячи про Зімбабве, Пейдж сказав: «Це найкрасивіше місце у світі. Кожен говорить це про власну країну, але це об'єктивно красиво».
Повернувшись до Великої Британії, Пейдж захопився акторською майстерністю заявивши: «Я пішов у суботню школу, де ти проводив би годину танців, годину акторської майстерності та годину співу. В основному це установа догляду за дітьми». За його словами, Національний молодіжний театр змінив його траєкторію руху. Після двох років прослуховування Пейдж був прийнятий до драматичного центру Лондона, який закінчив у 2013 році.

## Фільмографія

### Фільм
| Рік  | Заголовок              | Роль           | Прим.          |
| ---- | ---------------------- | -------------- | -------------- |
| 2004 | Порушник проблем       | Джаю           | Короткий фільм |
| 2015 | Вижилий                | Роберт Первелл |                |
| 2016 | Друге літо кохання     | Руперт         | Короткий фільм |
| 2016 | Венеціанський купець   | Соланіо        |                |
| 2018 | Смертні машини         | Капітан Хора   |                |
| 2020 | Кохання Сільві         | Чіко           |                |
| 2022 | Сіра людина            | Денні Кармайкл |                |
| 2023 | Підземелля драконів    | Зенк           |                |
| 2025 | Операція «Чорний кейс» | Джеймс Стоукс  |                |

### Телебачення
| Рік       | Заголовок                                        | Роль           | Прим.                                           |
| --------- | ------------------------------------------------ | -------------- | ----------------------------------------------- |
| 2005      | Випадковість                                     | Деніел Кімптон | Епізод: «Домашня тварина вчителя / Крах і опік» |
| 2013      | Свіже м'ясо                                      | Дін            | 2 серії                                         |
| 2015      | Ватерлоо-роуд                                    | Гай Брекстон   | Постійна роль; 8 серій (Серія 10)               |
| 2016      | Коріння                                          | Курячий Джордж | Мінісерія                                       |
| 2016      | Іскра                                            | Алекс Лавель   | Пілот телебачення                               |
| 2018–2019 | Для людей                                        | Леонард Нокс   | Постійна роль; 20 серій                         |
| 2020      | Попелюшка: Пантоміма комічної допомоги на Різдво | Чарівний принц | Спеціальна різдвяна програма BBC                |
| 2020      | Бріджертони                                      | Саймон Бассет  | Головна роль                                    |